# Britanska kolonizacija Amerike
Britanska kolonizacija Amerike opisuje istoriju uspostavljanja kontrole, naseljavanja i dekolonizacije američkih kontinenata od strane Kraljevine Engleske, Kraljevine Škotske i, nakon ujedinjenja te dve zemlje 1707, Kraljevine Velike Britanije. Napori na kolonizaciji započeli su krajem 16. veka neuspešnim naporima Kraljevine Engleske da uspostavi kolonije u Severnoj Americi, dok je prva stalna engleska kolonija osnovana u Džejmstaunu 1607. Tokom sledećih nekoliko vekova osnovano je više kolonija u Americi. Iako je velika većina postigla nezavisnost, nekoliko njih su ostale Britanske prekookeanske teritorije.
Severnu Ameriku su hiljadama godina pre 1492. godine naseljavali domorodački narodi. Evropska eksploracija Severne Amerike počela je nakon ekspedicije Kristofora Kolumba 1492. godine preko Atlantskog okeana. Englesko istraživanje kontinenta započelo je krajem 15. veka, a Ser Volter Roli osnovao je kratkotrajnu koloniju Roanouk 1585. godine. Englezi su osnovali svoju prvu uspešnu, stalnu koloniju u Severnoj Americi u Džejmstaunu 1607. godine u zalivu Česapik, koji je na kraju prerastao u koloniju Virdžinija. Godine 1620. osnovana je druga stalna kolonija u Plimutu, čemu je sledila kolonija Masačusetskog zaliva 1630. godine. Ova naselja u današnjoj Virdžiniji i Masačusetsu dala su Englezima osnovu za osnivanje više kolonija i rezultirala značajno povećanom aktivnošću naseljavanja. Po okončanju Sedmogodišnjeg rata sa Francuskom, Britanija je preuzela kontrolu nad francuskom kolonijom Kanada i nekoliko kolonijalnih Karipskih teritorija.
Uz pomoć Francuske i Španije, mnoge od severnoameričkih kolonija stekle su nezavisnost od Britanije pobedom u Američkom revolucionarnom ratu, koji je završio 1783. godine. Istoričari ponekad nazivaju Britansko carstvo posle 1783. godine kao „Drugo britansko carstvo”. U tom periodu se Britanija sve više fokusirala na Aziju i Afriku umesto Amerike, a sve više je stavljala naglasak na širenju trgovine, pre nego sticanju teritorijalnih poseda. Uprkos toga, Britanija je nastavila da kolonizuje delove Amerike u 19. veku, preuzevši kontrolu nad Britanskom Kolumbijom i uspostavljajući kolonije Folklandskih ostrva i Britanskog Hondurasa. Britanija je takođe stekla kontrolu nad nekoliko kolonija, uključujući Trinidad i Britansku Gvajanu, posle poraza Francuske u Napoleonskim ratovima.
Sredinom 19. veka, Britanija je započela proces dodele samouprave svojim preostalim kolonijama u Severnoj Americi. Većina ovih kolonija pridružila se konfederaciji Kanade 1860-ih ili 1870-ih, iako se Njufaundland nije priključio Kanadi do 1949. Kanada je stekla potpunu autonomiju nakon donošenja Vestminsterskog statuta 1931, mada je zadržala razne veze sa Britanijom i još uvek priznaje britanskog monarha kao šef države. Nakon početka Hladnog rata, većina preostalih britanskih kolonija u Americi stekla je nezavisnost između 1962. i 1983. Mnoge nekadašnje britanske kolonije deo su Komonvelta nacija, političkog udruženja koje se uglavnom sastoji od bivših kolonija Britanskog carstva.

## Napomene
1. ↑  Godine 1801. Kraljevina Velika Britanija ujedinila se sa Kraljevinom Irskom i postala Ujedinjeno Kraljevstvo Velike Britanije i Irske. Nakon otcepljenja Irske slobodne države 1922. godine, Ujedinjeno Kraljevstvo Velika Britanija i Irska je promenilo ime u Ujedinjeno Kraljevstvo Velike Britanije i Severne Irske.

## Literatura
- Anderson, Fred (2000). The Crucible of War. New York: Knopf. ISBN 978-0375406423.
- Anderson, Fred (2005). The War That Made America. New York: Viking. ISBN 978-0670034543.
- Bailyn, Bernard (2012). The Barbarous Years: The Peopling of British North America--The Conflict of Civilizations, 1600-1675. Knopf. ISBN 9780394515700.
- Buckner, Phillip (2008). Canada and the British Empire. Oxford University Press. ISBN 978-0-19-927164-1. Приступљено 22. 7. 2009.
- Canny, Nicholas (1998). The Origins of Empire: British Overseas Enterprise to the Close of the Seventeenth Century. Oxford University Press.
- Chandler, Ralph Clark (zima 1990). „Public Administration Under the Articles of Confederation”. Public Administration Quarterly. 13 (4): 433—450. JSTOR 40862257.
- Clegg, Peter (2005). „The UK Caribbean Overseas Territories”.  Ур.: de Jong, Lammert; Kruijt, Dirk. Extended Statehood in the Caribbean. Rozenberg Publishers. ISBN 978-90-5170-686-4.
- Ferguson, Niall (2004). Empire: The Rise and Demise of the British World Order and the Lessons for Global Power. New York: Basic Books. ISBN 978-0-465-02329-5.
- Ferling, John (2003). A Leap in the Dark: The Struggle to Create the American Republic. Oxford University Press. ISBN 978-0-19-515924-0.
- Horn, James (2011). A Kingdom Strange: The Brief and Tragic History of the Lost Colony of Roanoke. Philadelphia: Basic Books. ISBN 978-0465024902.
- Kelley, Ninette; Trebilcock, Michael (2010). The Making of the Mosaic (2nd ed.). University of Toronto Press. ISBN 978-0-8020-9536-7.
- Knight, Franklin W.; Palmer, Colin A. (1989). The Modern Caribbean. University of North Carolina Press. ISBN 978-0-8078-1825-1.
- Latimer, Jon (2007). War with America. Harvard University Press. ISBN 978-0-674-02584-4. Приступљено 22. 7. 2009.
- James, Lawrence (1997). The Rise and Fall of the British Empire. St. Martin's Griffin. ISBN 9780312169855.
- Lloyd, Trevor Owen (1996). The British Empire 1558–1995. Oxford University Press. ISBN 978-0-19-873134-4.
- Macaulay, Thomas (1848). The History of England from the Accession of James the Second. Penguin. ISBN 978-0-14-043133-9.
- Magnusson, Magnus (2003). Scotland: The Story of a Nation. Grove Press. ISBN 978-0-8021-3932-0. Приступљено 22. 7. 2009.
- Middlekauf, Robert (2005). The Glorious Cause: the American Revolution, 1763-1789. Oxford University Press.
- Porter, Andrew (1998). The Nineteenth Century, The Oxford History of the British Empire Volume III. Oxford University Press. ISBN 978-0-19-924678-6. Приступљено 22. 7. 2009.
- Rhodes, R.A.W.; Wanna, John; Weller, Patrick (2009). Comparing Westminster. Oxford University Press. ISBN 978-0-19-956349-4.
- Richter, Daniel (2011). Before the Revolution : America's ancient pasts. Cambridge, Mass.: Belknap Press. ISBN 9780674055803.
- Smith, Simon (1998). British Imperialism 1750–1970. Cambridge University Press. ISBN 978-3-12-580640-5. Приступљено 22. 7. 2009.
- Taylor, Alan (2002). American Colonies: The Settling of North America. New York: Penguin Books. ISBN 978-0142002100.
- Taylor, Alan (2016). American Revolutions: A Continental History, 1750-1804. W. W. Norton & Company.
- Turpin, Colin; Tomkins, Adam (2007). British government and the constitution (6th ed.). Cambridge University Press. ISBN 978-0-521-69029-4.
- Zolberg, Aristide R (2006). A nation by design: immigration policy in the fashioning of America. Russell Sage. ISBN 978-0-674-02218-8.
- Berlin, Ira (1998). Many Thousands Gone: The First Two Centuries of Slavery in North America. Belknap Press. ISBN 9780674810921.
- Black, Conrad (2014). Rise to Greatness: The History of Canada from the Vikings to the Present. McClelland & Stewart. ISBN 9780771013546.
- Breen, T.H.; Hall, Timothy (2016). Colonial America in an Atlantic World (2nd изд.). Pearson.
- Burk, Kathleen (2008). Old World, New World: Great Britain and America from the Beginning. Atlantic Monthly Press. ISBN 978-0-87113-971-9.
- Carr, J. Revell (2008). Seeds of Discontent: The Deep Roots of the American Revolution, 1650-1750. Walker Books.
- Conrad, Margaret; Alvin Finkel; Donald Fyson (2012). Canada: A History. Toronto: Pearson.
- Cooke, Jacob Ernest et al., ed. Encyclopedia of the North American Colonies. (3 vol. 1993)
- Dalziel, Nigel (2006). The Penguin Historical Atlas of the British Empire. Penguin. ISBN 978-0-14-101844-7. Приступљено 22. 7. 2009.
- Elliott, John (2006). Empires of the Atlantic World: Britain and Spain in America 1492-1830. Yale University Press.
- Games, Alison (2008). The Web of Empire: English Cosmopolitans in an Age of Expansion, 1560-1660. Oxford University Press. ISBN 978-0-19-533554-5.
- Gaskill, Malcolm (2014). Between Two Worlds: How the English Became Americans. Basic Books. ISBN 9780465011117.
- Gipson, Lawrence. The British Empire Before the American Revolution (15 volumes, 1936–1970), Pulitzer Prize; highly detailed discussion of every British colony in the New World
- Horn, James (2005). A Land As God Made It: Jamestown and the Birth of America. Basic Books. ISBN 9780465030941.
- Rose, J. Holland, A. P. Newton and E. A. Benians (gen. eds.), The Cambridge History of the British Empire, 9 vols. (1929–61); vol 1: "The Old Empire from the Beginnings to 1783" 934pp online edition Volume I Архивирано на веб-сајту  (27. децембар 2007)
- Hyam, Ronald (2002). Britain's Imperial Century, 1815–1914: A Study of Empire and Expansion. Palgrave Macmillan. ISBN 978-0-7134-3089-9.
- Lepore, Jill (1999). The Name of War: King Philip's War and the Origins of American Identity. Vintage. ISBN 9780375702624.
- Louis, William Roger (general editor), The Oxford History of the British Empire
  - vol 1 The Origins of Empire ed. by Nicholas Canny
  - vol 2 The Eighteenth Century ed. by P. J. Marshall excerpt and text search
- Mann, Charles C. (2011). 1493: Uncovering the New World Columbus Created. Knopf.
- Marshall, P.J. (ed.) The Cambridge Illustrated History of the British Empire (1996). Marshall, P. J. (2. 8. 2001). The Cambridge Illustrated History of the British Empire. Cambridge University Press. ISBN 0521002540.
- Mawby, Spencer. Ordering Independence: The End of Empire in the Anglophone Caribbean, 1947-69 (Springer, 2012).
- McNaught, Kenneth. The Penguin History of Canada (Penguin books, 1988)
- Meinig, Donald William (1986). The Shaping of America: Atlantic America, 1492-1800. Yale University Press.
- Middleton, Richard; Lombard, Anne (2011). Colonial America: A History to 1763 (4th изд.). Wiley-Blackwell.
- Brendon, Piers (2007). The Decline and Fall of the British Empire, 1781–1997. Random House. ISBN 978-0-224-06222-0.
- Shorto, Russell (2004). The Island at the Center of the World: The Epic Story of Dutch Manhattan and the Forgotten Colony that Shaped America. Doubleday. ISBN 9780385503495.
- Smith, Simon (1998). British Imperialism 1750–1970. Cambridge University Press. ISBN 978-3-12-580640-5.
- Sobecki, Sebastian (2015). „New World Discovery”. Oxford Handbooks Online. doi:10.1093/oxfordhb/9780199935338.013.141.
- Springhall, John (2001). Decolonization since 1945: the collapse of European overseas empires. Palgrave. ISBN 978-0-333-74600-4.
- Weidensaul, Scott (2012). The First Frontier: The Forgotten History of Struggle, Savagery, and Endurance in Early America. Houghton Mifflin Harcourt.
- Canny, Nicholas (1999). „Writing Atlantic History; or, Reconfiguring the History of Colonial British America”. The Journal of American History. 86 (3): 1093—1114. JSTOR 2568607. doi:10.2307/2568607.
- Eric Hinderaker; Rebecca Horn (2010). „Territorial Crossings: Histories and Historiographies of the Early Americas”. The William and Mary Quarterly. 67 (3): 395. JSTOR 10.5309/willmaryquar.67.3.395. doi:10.5309/willmaryquar.67.3.395.

## Spoljašnje veze
- „Bermuda - History and Heritage”. Smithsonian.com. Приступљено 6. 9. 2019.